# Бомонт, Кэтрин
Кэтрин Бомонт (англ. Kathryn Beaumont; род. 27 июня 1938) —  британская и американская актриса, эстрадная певица. Наиболее известна тем, что озвучивала персонажей мультфильмов Disney; Алису в «Алиса в Стране чудес» (1951) и Венди Дарлинг в «Питер Пэн», за которые в 1998 году она была названа «Легендой Диснея». Уолт Дисней лично выбрал Бомонт после просмотра фильма «На острове с тобой» (1948), где она сыграла небольшую роль. В дальнейшем Бомонт снова озвучила роль Алисы в двух эпизодах мультсериала «Мышиный дом» (2001—2003) и роли Алисы и Венди в видеоигре Kingdom Hearts (2002).
В 2005 году Бомонт ушла из озвучки, а роли Алисы и Венди взяла на себя Хинден Уолш.

## Ранняя жизнь
Родилась у Эвилин и Кеннетта Бомонт в Лондоне 27 июня 1938 года. Её мать была профессиональной танцовщицей, а отец был певцом.

## Карьера
Дебютировала в художественном фильме «Это случилось в одно воскресенье» (1944, в титрах не была указана). Это привлекло внимание Metro-Goldwyn-Mayer, которая предложила ей контракт. Она вспоминала: «MGM планировали снимать фильмы с британскими актёрами и сюжетами. но <…> они, должно быть, отбросили эту идею, потому что они пригласили меня и заключили контракт, [и] ничего не случилось». Несмотря на это, она сыграла небольшие роли в фильмах MGM: «На острове с тобой» (1948), где произвела впечатление на Джимми Дюранте (его героя в фильме), «Секретный сад» (1949) и «Вызов Лесси» (1949).
После переезда Бомонт в Лос-Анджелес, Walt Disney Pictures начала прослушивание британских актрис для роли Алисы в мультфильме «Алиса в Стране чудес» (1951). Пройдя прослушивание, Бомонт получила роль, работая под контролем режиссёра озвучки Уинстона Хиблера. Впоследствии Дисней задействовал её в озвучке Венди Дарлинг для следующего мультфильма «Питер Пэн» (1953). Помимо предоставления своего голоса, Бомонт также была живой моделью для обоих персонажей, чтобы помочь аниматорам нарисовать нужные сцены. В частности во время исполнения роли Венди, Бомонт была подвешена в воздухе для имитации полёта, несмотря на то, что она боялась высоты.

## Личная жизнь
После «Питера Пэна» Бомонт окончила среднюю школу и поступила в Университет Южной Калифорнии, где получила высшее образование. Окончив университет, работала учителем в начальной школе Лос-Анджелеса в течение 36 лет.
С 1985 года замужем за Алленом Левином.

## Фильмография

### Фильм
| Год  | Название                                      | Роль                      | Примечания          |
| ---- | --------------------------------------------- | ------------------------- | ------------------- |
| 1944 | Это случилось в одно воскресенье              | Джилл Бакленд             | В титрах не указана |
| 1948 | На острове с тобой                            | Пенелопа Пибоди           |                     |
| 1949 | Секретный сад                                 | Мюрель                    | В титрах не указана |
| 1949 | Вызов Лесси                                   | Сирота                    | В титрах не указана |
| 1951 | Операция «Страна чудес»                       | В роли самой себя / Алиса |                     |
| 1951 | Алиса в Стране чудес                          | Алиса (озвучка)           |                     |
| 1953 | Питер Пэн                                     | Венди Дарлинг (озвучка)   |                     |
| 2003 | 101 далматинец 2: Приключения Патча в Лондоне | Кристал (озвучка)         | Последняя роль      |

### Телевидение
| Год  | Название                       | Роль                            | Примечание                                         |
| ---- | ------------------------------ | ------------------------------- | -------------------------------------------------- |
| 1950 | Один час в Стране чудес        | В роли самой себя/ Алиса        | [ 1 ]                                              |
| 1951 | Шоу Фреда Уорринга             | Алиса                           |                                                    |
| 1951 | какова моя линия               | В роли самой себя               | 1 эпизод                                           |
| 1955 | TV Reader’s Digest             | Принсцилла Маллинс              | Эпизод: «Путешествие капитана Тома Джонса, пирата» |
| 1955 | Climax!                        | Дочь Дорранта                   | Эпизод: «Первый и последний»                       |
| 1958 | С Рождеством, от всего сердца! | Алиса / Венди Дарлинг (озвучка) | Специальный телевыпуск                             |
| 2002 | Мышиный дом                    | Алиса (озвучка)                 | 2 эпизода                                          |

### Видеоигры
| Год  | Название                      | Роль                 | Примечания       |
| ---- | ----------------------------- | -------------------- | ---------------- |
| 1999 | Disney’s Villains' Revenge    | Алиса                |                  |
| 2002 | Kingdom Hearts                | Алиса/ Венди Дарлинг |                  |
| 2010 | Kingdom Hearts Birth by Sleep | Бабушка Каири        |                  |
| 2013 | Kingdom Hearts HD 1.5 Remix   | Алиса/ Венди Дарлинг | (архивные кадры) |
| 2014 | Kingdom Hearts HD 2.5 Remix   | Бабушка Каири        | (архивные кадры) |
| 2016 | Kingdom Hearts χ              | Бабушка Каири        | (архивные кадры) |

## Награды и номинации
| Год  | Награда        | Категория          | Название | Результат |
| ---- | -------------- | ------------------ | -------- | --------- |
| 1998 | Легенды Диснея | Анимация — озвучка |          | Победа    |